# De Persgroep Nederland
De Persgroep Nederland (nu DPG Media), het voormalige PCM Uitgevers, was een Nederlandse uitgever van kranten, boeken en multimedia, ontstaan in 1994. 

## Geschiedenis

### Fusies en overnames
De Persgroep Nederland is voortgekomen uit een reeks van fusies en overnames, en werd ten slotte DPG Media.
De dagbladen Het Parool en de Volkskrant gingen in 1968 samenwerken onder de naam Perscombinatie. In 1975 trad Trouw toe tot de Perscombinatie. Het bestuur van de Perscombinatie werd gevormd door vertegenwoordigers van de stichtingen achter de drie kranten: de Stichting Het Parool, de Stichting de Volkskrant en de Stichting ter Bevordering van de Christelijke Pers in Nederland. De Stichting Het Parool had een meerderheidsaandeel in de Perscombinatie.
De 'M' in de naam is afkomstig van de uit 1895 daterende uitgeverij Meulenhoff & Co, waarvan de Perscombinatie in 1994 100% eigenaar werd. Meulenhoff & Co, eigenaar van diverse uitgeverijen, gaf zowel algemene als educatieve boeken uit. De naam van de overkoepelende groep werd PCM Uitgevers.
In 1995 werd de Nederlandse Dagblad Unie overgenomen, de uitgever van het Algemeen Dagblad en NRC Handelsblad alsmede van de regionale kranten De Dordtenaar, Dagblad van Rijn en Gouwe en het Rotterdams Dagblad. Hiertoe werden forse leningen aangegaan bij banken en andere financiële instellingen.
Na 1995 werd de sectie Algemene Boeken verder uitgebreid met enkele kleinere uitgeverijen: Uitgeverij Arena (1997) en Het Spectrum (1999). De educatieve tak van Meulenhoff werd door de overname van collega's Thieme (1994) en SMD Educatieve Uitgevers (1995) een van de drie grote educatieve uitgeverijen in Nederland, vanaf 2000 onder de naam ThiemeMeulenhoff. PCM aasde ook op de educatieve uitgever Malmberg, maar die werd eigendom van Sanoma.
Begin 2019 besluit De Persgroep de Belgische dochterbedrijven De Persgroep Publishing en Medialaan te fuseren tot één bedrijf: DPG Media. Dezelfde naam wordt in Nederland geïntroduceerd. Hierdoor verdween de merknaam De Persgroep. In 2019 nam DPG Media alle Nederlandse media-activiteiten van Sanoma Media Netherlands over. De overname werd in april 2020 officieel bekrachtigd.

### Internetavonturen
Aan het eind van de jaren 90 van de 20e eeuw zette PCM diverse internetactiviteiten op, die bijna allemaal mislukten - de websites van de kranten buiten beschouwing gelaten. Voor de internetactiviteiten werd de werkmaatschappij PCM Interactieve Media (PIM) opgericht. Er was de nieuwssite en.nl; een reiswebsite: BekPek.nl; een consumentensite, ConsuWeb.nl; een veilingsite, Spott.nl; en een vacaturesite, Clickwork.nl. PIM werd na het uiteenspatten van de internetzeepbel in 2001 grotendeels ontbonden.
PCM was ook eigenaar van de Nederlandse PersDatabank, een bedrijf dat krantenarchieven exploiteerde, later onder de naam FactLANE. FactLANE werd in 2002 met succes verkocht aan LexisNexis, de databankdochter van uitgeefconcern Reed Elsevier.

### VerkoopHet Parool
Het Parool leed aanzienlijke financiële verliezen, onder meer als gevolg van de terugloop van het aantal abonnees. PCM was niet bereid deze nog langer te dragen. In 2003 verkocht zij Het Parool aan de Belgische uitgever De Persgroep. Drie jaar later maakte Het Parool voor het eerst in dertig jaar weer winst. De oplage steeg tussen 2005 en 2008 tot 62.000 exemplaren per dag. Dat was deels te danken aan de veranderde koers, waarbij de stadsredactie fors uitgebreid werd. De Stichting Het Parool veranderde haar naam in Stichting Democratie en Media.

### Apax
In de verwachting nieuw kapitaal aan te kunnen trekken dat nodig zou zijn voor verdere groei, besloten de stichtingen en de mede-eigenaren (enkele financiële instellingen) in 2004 hun zeggenschap over PCM aanzienlijk terug te brengen door de meerderheid van de aandelen (52,5%) te verkopen aan de Britse investeringsmaatschappij Apax. PCM moest de overnamekosten betalen, waaronder aanvankelijk 18 miljoen euro en later nog eens 2,9 miljoen aan advieskosten. De advieskosten rond de overname waren in totaal 30 miljoen euro, waarvan 7 miljoen naar Joop Krant en 3,5 miljoen euro naar Burt Rost van Tonningen overgemaakt werden.
Apax had de bedoeling de omzet en het rendement van PCM te doen groeien om het naar de beurs te kunnen brengen. De overige aandelen bleven bij de drie stichtingen.
In 2005 nam PCM de radiozenders Arrow Classic Rock en Arrow Jazz FM over. De Volkskrant zou zorgen voor content. Het werd geen succes. Toen bleek dat de zenders op basis van hun uitzendvergunning bijna uitsluitend muziek mochten uitzenden verkocht PCM de zenders weer aan de oorspronkelijke eigenaar. Het avontuur kostte PCM zeker 1,5 miljoen euro, mogelijk 2,8 miljoen.
PCM zette verder vooral in op samenwerkingsverbanden. In 2006 besloot PCM Uitgevers samen met miljonair Marcel Boekhoorn een gratis krant voor Nederland te gaan uitgeven. De krant zou vanaf 2007 verschijnen, en PCM Uitgevers zou 49% van de aandelen bezitten, tegen Boekhoorn 51%. In november 2006 werd de samenwerking echter ontbonden. Korte tijd later kwam de mededeling dat PCM een samenwerkingsverband aanging met KPN voor de uitgave van een gratis krant, werktitel DAG, die op papier en multimediaal zou worden verspreid. De krant zou voor wat betreft de inhoud sterk leunen op de Volkskrant.
In 2007 besloot Apax uit het bedrijf te stappen; de aandelen PCM kwamen weer in handen van de drie stichtingen. Tussen 2003 en 2006 was de omzet van PCM gestegen van 647 miljoen euro naar 675 miljoen euro, terwijl het rendement zich naar tevredenheid van de aandeelhouders had ontwikkeld. Dat was grotendeels gebeurd ten koste van het eigen vermogen, dat in drie jaar verdampte. In deze Apax-periode waren enkele nieuwe initiatieven genomen, waaronder nrc.next (een ochtendblad gebaseerd op content van NRC-Handelsblad), en het vacature-tijdschrift Volkskrant Banen. De bedrijfscultuur was minder stroperig geworden dan voorheen. Op de redacties van de kranten werd over het algemeen echter positief gereageerd op het vertrek van de rendementsgerichte investeerder. Ook directeur Theo Bouwman moest later erkennen dat Apax PCM vooral in de schulden had gestoken, en dat de bemoeienis van Apax inhoudelijk niets had opgeleverd.
Apax liet PCM arm achter. Toen Apax kwam had PCM een eigen vermogen van 268 miljoen euro en een schuld van 173 miljoen. Nadat Apax de uitgever had losgelaten en zijn belang had overgedragen aan de Stichting Democratie en Media was het vermogen 55 miljoen euro negatief. Langlopende credieten groeiden van 24 miljoen naar 367 miljoen euro. De rentelasten vertienvoudigden van vijf miljoen in 2003 naar 49 miljoen per jaar in 2007. In 2010 oordeelde het Gerechtshof in Amsterdam dat bij krantenconcern PCM tussen 2004 en 2007 wanbeleid was gevoerd.

### Terug bij de stichtingen
Eind maart 2007 was de overdracht voltooid, de Stichting Democratie en Media bezat toen 88,3 procent van de aandelen. De overige 11,7 procent was in handen van de Stichting de Volkskrant (8,9%) en de Stichting ter Bevordering van de Christelijke Pers in Nederland (2,8%).
Onder de medewerkers ontstond beroering over de bonussen die bestuurders kregen door de verkoop, een uitvloeisel van een door Apax ingevoerd aandelenplan. Men vond het onjuist dat een bedrijf met grote schulden dergelijke uitkeringen deed. Bestuurder Antonie Zoomers kreeg bij vertrek 1 miljoen euro en Ben Knapen 1,5 miljoen euro mee. Philip Alberdingk Thijm kreeg voor 11 maanden werk bij PCM 1,4 miljoen salaris en ontslagvergoeding en 850.000 euro uit zijn managementparticipatie.
Begin april 2007 later stapte Ton aan de Stegge, de in 2006 door Apax aangestelde voorzitter van de raad van bestuur, op, volgens PCM naar aanleiding van een verschil van inzicht over de nieuwe koers van het bedrijf. Aan de Stegge, die vanaf april 2006 in dienst was, kreeg bij zijn vertrek in 2007 2 miljoen euro participatiewinst. Aan de Stegge werd in december 2007 opgevolgd door Bert Groenewegen, die het bedrijf reeds leidde na het vertrek van Apax. 
De educatieve tak ThiemeMeulenhoff werd in oktober 2008 overgedaan aan NDC|VBK.

### In Belgische handen
De eigenaren zochten naar een partij die PCM over kon nemen, om met het overnamegeld de schuldenlast te kunnen saneren. Die partij werd in 2009 gevonden in de Belgische De Persgroep, die eerder Het Parool had overgenomen. De Persgroep kreeg voor 100 miljoen euro 51% van de aandelen in handen. Op 1 december 2009 werd de naam veranderd in De Persgroep Nederland.
Niet veel later maakte De Persgroep Nederland bekend dat er grondig zou worden gereorganiseerd, 130 banen zouden voor 1 april 2010 moeten verdwijnen. Ze wil dit doen door onder andere de drukkerij in Rotterdam te sluiten en ondersteunende diensten samen te voegen. Uiteindelijk zullen Het Parool en het Algemeen Dagblad samen een groep moeten vormen, die gericht is op de Randstad, terwijl de Volkskrant en de Trouw zich samen als kwaliteitskrant blijven profileren.
In diezelfde maand werd ook beslist dat NRC Media, met onder zijn hoede NRC Handelsblad en nrc.next, verkocht zou worden aan Het Gesprek en de investeringsmaatschappij Egeria. Vanaf 1 januari 2010 zou Het Parool weer onderdeel uitmaken van De Persgroep Nederland, evenals het radiostation Q-Music.
Nog datzelfde jaar werd er ook binnen de drukkerij in Amsterdam een reorganisatie aangekondigd, met daarbij een verlaging van het personeel en de invoering van een drie ploegendienst. Per 1 oktober 2010 werkten er op de afdelingen plaatmakerij/drukkerij ongeveer 20 medewerkers minder.
Ondertussen zocht De Persgroep Nederland een nieuwe eigenaar voor het onderdeel PCM Algemene Boeken.
Medio 2011 werd bekend dat de Persgroep wilde investeren in een closed-loopsysteem voor de Colormandrukpersen in de Amsterdamse drukkerij. Daardoor stonden er wederom banen op de tocht, daar de directie van mening was dat met dit systeem de bezetting op de pers in Amsterdam gereduceerd kon worden. Het ging om ongeveer 15 medewerkers.